# 小野坂昌也
小野坂昌也（日语：／ Onosaka Masaya，1964年10月13日—），日本男性配音員、旁白、進行實況、廣播主持人、DJ。出身於大阪府大阪市住吉區。身高170cm。O型血。

## 簡介
本名相同。青二Production所屬，青二塾大阪校1期畢業。
為人熟悉的代表配音作品有動畫《惡魔阿薩謝爾在召喚你》主角阿薩謝爾篤史、《美食獵人TORIKO》的鐵平、《Baccano！》主角艾薩克·迪安、《義呆利》系列的法國／法蘭西斯·波諾弗瓦、《第一神拳》的千堂武士、《JoJo的奇妙冒險 星塵鬥士》的阿雷西、《銀魂》的尾美一、《槍神Trigun》主角威席·史坦畢特、《新·安琪莉可 Abyss》的傑德、《戀愛情結》的深川遙、《力石戰士》的艾德華·福克《恐怖寵物店》的雷歐·歐雷克特、《ONE PIECE》的山姆&斯潘達姆、《鼻毛真拳》的首領巴其、《灌籃高手》的相田彥一&安田靖春、《美少女戰士》的傑戴特、《BLEACH》的平子真子、《天元突破 紅蓮螺巖》的李龍、《金肉人II世》主角金肉萬太郎、《創聖的亞庫艾里翁》的皮耶魯·維埃拉、《網球王子》的桃城武、《ANGELIC LAYER 天使領域》的阿一／三原一郎、《庫洛魔法使》的可魯貝洛斯〈大〉、《The Soul Taker ～魂狩～》&《魔法護士小麥》的壬生四郎、《機動戰士鋼彈SEED ASTRAY -RED FRAME-》的羅·裘爾、《NINETEEN 19》主角久保田一至、《小小男子漢》主角井川強、《高中生極樂傳說》主角加藤浩志、《魔法使Tai！》的高倉武男；遊戲《交響曲傳奇》的傑洛斯·懷德、《真·三國無雙》的趙雲&諸葛亮等。
除了為動畫與遊戲進行配音之外，亦作為旁白曾經在《獨家!! 體育情報》和《校園瘋神榜》擔任。

## 經歷
小野坂昌也的最初志願是成為搞笑藝人，但是當時的行規是必須向已進演藝圈的搞笑藝人前輩拜師才能進入該圈子，由於他沒有門路接觸這些藝人不得已放棄這條路。因此在18歲的時候改以演員為目標，誤以為青二塾是培養演員的學校而入學，後來才發現是養成配音員的地方但也沒因此離開，之後他以青二塾大阪校第一期畢業生前往東京加入青二Production至今。
1990年，小野坂以OVA動畫《高校太保》的加藤浩志第一次出演主角，之後在1992年以《小小男子漢》的井川強第一次出演電視動畫主角。從1990年代開始，他也在廣告和電視旁白解說等配音事業的同時，擔當NHK的教育節目和日本電視台體育信息《獨家!! 體育情報》的主持人，以及在《森田一義時間 笑一笑又何妨！》節目中出演。除此之外，作為進行實況在UWF International→Kingdom活動。PRIDE他最早的主要活動地，並為PRIDE.1 高田延彥 vs 瑞克森·格雷西之戰役擔當通話。
小野坂作為廣播解說員也有很多節目擔當，因此他從90年代後半開始至今一直主持著自己冠名的節目。2010年3月，由於他獨特的廣播個性而獲得了第4屆聲優Award最佳主持獎。並多次擔任戶外活動主持人。
2017年7月1日，小野坂在YouTube開設由Exys株式會社跟自身所屬事務所共同企劃製作的計劃第1彈之專屬頻道作為YouTuber出道。
2020年11月21日深夜出現發燒症狀，去醫院進行PCR檢查，11月24日確認為新型冠狀病毒陽性。12月3日，所屬事務所宣布小野坂昌也康復，根據本人宣布身體狀況逐漸復歸到工作當中。

## 活動

### 性格、特色
大阪府出身，所以他經常擔任關西腔的角色（《灌籃高手》的相田彥一、《第一神拳》的千堂武士等）。
曾經公開說出不喜歡演出BL劇，原因是「由於性向正常無法愛上男方，所以無法揣摩這種感受，這樣便很難有融入角色的演出」。就算有演出BL廣播劇CD也多是戲分少或可有可無的配角。
他與愛河里花子在大量使用了配音員即興表演的動畫《變形金剛：野獸之戰歸來》的最後一集中出來客串，而擔任該動畫音響監督的岩浪美和說了「說想要出場的人雖然很多，但由於他們最後都是出來客串的，我無法付出一點心力去介入，如果我不是一個具有技術、感覺和精神力這種三種技能的演員，就無法融入這個情景」。
以前有當初作為「美男聲優」亮相上市的時期。此外他擅長即興劇的表演和即興歌唱。

### 歌唱
在電台節目企劃中是用POARO和榎本溫子製作的音樂歌曲，還曾經唱歌唱到喉嚨沙啞。因此跟以前擔任旁白的工作數量減少相比，反而增加了動畫配音的工作。
他演《網球王子》的桃城武所唱的角色歌曲「SAYONARA」曾經登上Oricon公信榜第28名的排名，在《義呆利》擔當歌唱的角色歌曲「被最棒的我擁抱吧」也創下了進入Oricon週榜的第3名。
於網球王子祭2011 in 武道館的LIVE活動中，他被要求因為接著要改成樂團表演的方式以不讓氣氛中斷，在無伴奏合唱的情況下全場合音高唱了義大利語的杜蘭朵。這點在之後的電台節目上有提到。
2013年7月起，與小林優、AAA前成員後藤友香里3人一起組成動畫歌曲EDM（ADM）組合「EMERGENCY」展開進行「NEW YOUNG」之名的活動。同年9月25日發行首張翻唱專輯『ADM -Anime Dance Music produced by tkrism-』。

## 人物

### 特長
特長是游泳。中學時期曾經加入田徑社。
作為背景旁白時期，他曾以一般報名人士參加《火焰挑戰者》的「100m 走100」單元。
很喜歡電子遊戲，因此跟小西克幸、置鮎龍太郎、神谷浩史、竹本英史、安元洋貴是遊戲上的朋友，而且在廣播節目上有很多話題可以聊。其中《夢幻之星》系列是他最喜歡的遊戲系列，因此每一代他都有玩過。
除了遊戲之外，他愛好的還有時鐘、開跑車、騎自行車、木刀、薩克斯、酒、園藝、洋服，也很擅長製作料理，曾經在廣播和DVD、Twitter等露過一手。有時候會將自己做的料理和調理的光景公開在網路媒體進行的企劃單元中。
愛車為蓮花汽車和保時捷。喜歡用德羅莎的公路自行車品牌。

### 交友關係
與子安武人自《魔法使Tai！》共演以來，是進行演技、構思以及戲劇的對話等深交的朋友。無論在年齡上或者是藝齡上都是小野坂比子安大，但2人彼此用「小野醬」和「子安桑」的暱稱互相稱呼。
在《傳奇系列》作為錄影特典DVD「萬歲☆傳奇」中多次跟深淵傳奇幫傑德配音的子安搭檔一起主持。而且2人在經典傳奇Vol.2附錄的無剪接完整版交流對談影片中聊了30分鐘以上。由小野坂親自發案的傳奇系列之標題《黃金勝利（ゴールデンビクトリー）》企劃中，實現了他跟子安2人一起搭檔作為遊戲的雙主角並獲得相當高的人氣，在傳奇角色舉辦的人氣投票「夢幻搭檔部門」中輝煌獲得第3名。還有動畫《鼻毛真拳》由他們2人領銜主演，子安聲演主角阿母，小野坂聲演阿母的勁敵首領巴其。
於連載自己親自提案發想的《VOICE ANIMAGE》時，曾經跟櫻井孝宏、小西克幸、保志總一朗4人一起組成偶像聲優組合「Munich」。並以製作廣播劇為目標連載本人負責執筆的同名小說。
1997年起，他與「純愛手札」系列共演的上田祐司一起舉辦現場脫口秀的LIVE活動。東日本大震災發生之後，跟上田一起進行全國巡迴的慈善活動。

## 演出
粗體字表示主要角色。

### 電視動畫
1986年
- 鬼太郎 (第3作)（烏鴉天狗B、海月的火王）
- 北斗神拳
- 聖鬥士星矢（莎爾娜的部下）
- 高校！奇面組（日语：ハイスクール!奇面組）

1987年
- 愛的小婦人物語（友人）
- 七龍珠（村人）

1988年
- 甜蜜小天使 (1988年版)（工作人員）
- 奇天烈大百科（美術人員、男A、宅配員、裁判）

1989年
- 新仙魔大戰（トランプン）
- 變形金剛V（觀測隊員B）

1990年
- 西瓜皮先生（友人A、年輕巡警、上班族、消防員B）
- 夠了！阿太郎 (1990年版)（日语：もーれつア太郎）（中學生）
- YAWARA！（記者）

1991年
- 金魚注意報（淺羽〈初代〉）
- 校園七大不可思議神秘事件（日语：ハイスクールミステリー学園七不思議）（一之瀨）
- 神通小精靈（韋駄天足〈右〉、龍少年）

1992年
- 小小男子漢（井川強）
- 美少女戰士（傑戴特）

1993年
- 灌籃高手（安田靖春、德田）

1994年
- 重獲新生的機器人（日语：おまかせスクラッパーズ）（Q、成增、狸、業者）
- 足球小將翼J（播報員、火野龍馬、吉諾·埃爾南德斯）
- 灌籃高手（相田彥一）
- 小小男子漢（美少年）
- 美少女戰士S（龜田）

1995年
- 鬼神童子ZENKI（俊一）
- 麵包超人（松茸人〈初代〉）

1997年
- 神奇寶貝（正輝）
- MAZE☆爆熱時空（鶴）
- 名偵探柯南（小林洋介）

1998年
- 槍神Trigun（威席·史坦畢特）
- 桃色姊妹花（日语：ももいろシスターズ）（土川佳介）
- 吉本無知子物語（日语：ヨシモトムチッ子物語）（食蟲蝽渡邊）

1999年
- 臣士魔法劇場 利斯基☆塞夫提（日语：臣士魔法劇場 リスキー☆セフティ）（桂木萌的父親）
- 動畫泡泡時間（日语：アニメ愛のあわあわアワー）「看家鼠惠比知由」（中谷君、社員、賢治）
- 庫洛魔法使（可魯貝洛斯〈大〉[12]）
- 神風怪盜貞德（名古屋海生）
- 時空偵探建次君（紀伊國屋文佐衛門）
- 微星小超人（日语：小さな巨人 ミクロマン）（戰斧、男、雅頓·弗雷姆）
- 力石戰士（艾德華·福克）
- 恐怖寵物店（雷歐·歐雷克特）
- 魔法使俱樂部（高倉武男）

2000年
- 週刊故事樂園（日语：週刊ストーリーランド）（記事太郎）
- 警車奇戀（日语：ピポパポパトルくん）（A、 等）
- ONE PIECE（『暹羅貓』山姆[13]、啾[14]）

2001年
- ANGELIC LAYER 天使領域（阿一〈三原一郎〉）
- The Soul Taker ～魂狩～（日语：The Soul Taker 〜魂狩〜）（壬生四郎）
- 通靈王（神代良）
- 網球王子（桃城武[15]、瑞克、裁判）
- 第一神拳（千堂武士[16]）

2002年
- 金肉人II世（金肉萬太郎（日语：キン肉万太郎））
- 推理之絆（園部隆司）
- 東京喵喵（淺野）
- 爆鬥宣言大鋼彈（鋼鑽猛鼠[17]）
- 洛克人EXE（荒駒虎吉）

2003年
- WOLF'S RAIN（伊克）
- 京極夏彥 巷說百物語（伏見屋）
- 數碼寶貝04無限地帶（喪屍撒旦獸）
- 第一神拳 Champion Road（千堂武士）
- 惑星奇航（霞的小源太）
- 鼻毛真拳（首領巴其（日语：首領パッチ）[18]、吃咖喱發出的聲音、龍）

2004年
- 銀河天使X（風見志郎）
- 金肉人II世 ULTIMATE MUSCLE（金肉萬太郎）
- 爆裂天使（入來東吾）
- 神奇寶貝超世代（蓋伊）
- 名偵探柯南（堀越將司、大瀧悟郎〈高中時期〉）

2005年
- 草莓100%（前輩）
- 槍與劍（凱治船長）
- 創聖的亞庫艾里翁（皮耶魯·維埃拉）
- 變形金剛：野獸之戰歸來（奧普西蒂安）
- BLEACH
- 冒險王比特EX（南加貓）
- 怪傑佐羅利（魚〈隊長〉）
- MÄR 魔兵傳奇（那那西）
- ONE PIECE（斯潘達姆[19]）

2006年
- 怪 ～ayakashi～「天守物語」（奇奇丸）
- Kanon (第2作／京都動畫版)（極惡科學家〈電影〉）
- 金肉人II世 ULTIMATE MUSCLE2（金肉萬太郎）
- 地獄少女 二籠（橋爪力也）
- 飛天小女警Z（歌舞伎怪物）
- 天保異聞 妖奇士（村澤新三郎）
- 暗夜第六感（日语：NIGHT HEAD GENESIS）（雙海芳紀）
- NANA（松田）
- 真仙魔大戰（小助七、怪鬼黨賊）
- 怪醫黑傑克（徹）
- 怪醫黑傑克21（飛行員）
- 妖怪人間貝姆 (2006年版)（工藤晃）
- 甦醒的天空 -RESCUE WINGS-（日语：よみがえる空 -RESCUE WINGS-）（二本松大悟）
- 莉莉和青蛙和(弟弟)（日语：リリとカエルと(弟)）（波斯莫古拉）
- ONE PIECE（斯帕達因[20]）

2007年
- 賭博默示錄（太田）
- 鬼太郎 (第5作)（降雨小僧、乾旱神）
- 鋼鐵三國志（張飛益德、周泰幼平）
- 彩雲國物語 (第2期)（司馬迅〈隼〉）
- 天元突破 紅蓮螺巖（李龍）
- Baccano！（艾薩克·迪安）
- BLEACH（平子真子）
- 名偵探柯南（西郡宗兵）
- 萌單（鴨君）
- 戀愛情結（深川遙[21]）

2008年
- GUNSLINGER GIRL -IL TEATRINO-（馬爾坎托尼歐）
- 銀魂（甘羅尾大作）
- 骷髏13 (2008年版)（マウス）
- 新·安琪莉可 Abyss（傑德）
- 新·安琪莉可 Abyss -Second Age-（傑德）
- 旁邊的兒童 我的火腿組（日语：はたらキッズ マイハム組）（老闆）
- 秘密 ～The Revelation～（司機）
- 小雙俠 (2008年版)（大奧教授）

2009年
- 蠟筆小新（好青年）
- Keroro軍曹（布利夫）
- -Saki-（宮永的父親〈宮永界〉）
- 七龍珠改（巴特）
- 第一神拳 New Challenger（千堂武士）
- 旋風管家!!（足橋剛治）
- 東之伊甸（本多部長）
- 名偵探柯南（參加者）
- 小雙俠 (2008年版)（導演）

2010年
- 海月姬（編輯長）
- 無頭騎士異聞錄 DuRaRaRa!!（艾扎克·迪安）
- 名偵探柯南（今岡次郎）
- 遊☆戲☆王5D's（哈拉爾德）

2011年
- 偶像大師（石油王）
- 快盜天使雙胞胎 ～KYUNKYUN☆心跳樂園～（亞歷山大）
- 美食獵人TORIKO（鐵平）
- 47都道府犬（日语：声優バラエティー SAY!YOU!SAY!ME!#47都道府犬）（大阪犬）
- 惡魔阿薩謝爾在召喚你（阿薩謝爾篤史）

2012年
- 境界線上的地平線II（本·約翰遜）
- 新網球王子（桃城武）
- 聖鬥士星矢Ω（市）
- ONE PIECE 娜美特別篇 ～領航員之淚與夥伴的羈絆～（啾、山姆）

2013年
- 銀魂'（尾美一）
- 第一神拳 Rising（千堂武士）
- 八犬傳 -東方八犬異聞- 第二期（楓[22]）
- 惡魔阿薩謝爾在召喚你Z（阿薩謝爾篤史[23]）
- ONE PIECE 梅利特別篇 ～另一位夥伴的故事～（斯潘達姆）

2014年
- KILL la KILL（櫻宮建太）
- 英雄銀行（日语：ヒーローバンク）（音入喬）

2015年
- JoJo的奇妙冒險 星塵鬥士（阿雷西[24]）
- 無頭騎士異聞錄 DuRaRaRa!!×2 承（馬克斯·桑德謝爾特[25]）
- 無頭騎士異聞錄 DuRaRaRa!!×2 轉（馬克斯·桑德謝爾特[26]）
- 一拳超人（水嫩嫩囚犯[27]）

2016年
- 無頭騎士異聞錄 DuRaRaRa!!×2 結（馬克斯·桑德謝爾特[28]）

2017年
- 時間飛船24（松平容保）
- ONE PIECE 東海特別篇 ～魯夫與四位夥伴的大冒險～（日语：ONE PIECE エピソードオブ東の海 〜ルフィと4人の仲間の大冒険!!〜）（啾）

2018年
- 庫洛魔法使 透明牌篇（可魯貝洛斯〈大〉）
- POP TEAM EPIC（POP子〈第8話B段〉）
- 妖怪手錶_影之章（2018～2019，小三〈三頭蛇〉／高壓小三〈三頭基多拉〉[29]）
- 深夜！天才妙老爹（日语：深夜!天才バカボン）（章魚橋一生）
- 只要別西卜大小姐喜歡就好（亞得米勒）

2019年
- 鬼太郎 (第6作)（狒狒[30]）
- 一拳超人（第2期）（水嫩嫩囚犯[31]）

2020年
- 文豪與鍊金術師 ～審判的齒輪～（織田作之助[32]）
- 妖怪學園Y ～與N的遭遇～（日语：妖怪学園Y 〜Nとの遭遇〜）（三又義野塚／The Viper）

2021年
- 吸血鬼馬上死（西尼亞·希里斯基）

2022年
- 新網球王子 U-17 WORLD CUP（洛基·美樂迪[33]）
- BLEACH 千年血戰篇（平子真子）

2024年
- 終末的火車前往何方？（佛子車站的地藏）

2025年
- 一拳超人（第3期）（水嫩嫩囚犯[34]）

### 電影動畫
1986年
- 喀喀喀的鬼太郎 最強妖怪軍團！登陸日本！（水母火）

1992年
- 劇場版 小甜甜（阿利斯泰爾·康威爾）
- 鐵拳對鋼拳（山下勝嗣）

1993年
- 小小男子漢：阿強加油的時光機之旅（井川強）

1994年
- 灌籃高手：稱霸全國！櫻木花道（日语：スラムダンク 全国制覇だ! 桜木花道）（相田彥一）

1995年
- 灌籃高手：咆哮籃球員靈魂！花道和流川的灼熱夏季（日语：スラムダンク 吠えろバスケットマン魂!! 花道と流川の熱き夏）（安田靖春）

1997年
- 喀喀喀的鬼太郎 妖怪午夜棒球（球妖怪）
- 地球搖動的日子（日语：地球が動いた日）（茶髪青年）

2000年
- 庫洛魔法使：被封印的卡片（可魯貝洛斯〈大〉[35]）

2001年
- 劇場版 金肉人II世（金肉萬太郎（日语：キン肉万太郎））

2002年
- 金肉人II世：肌肉人參爭奪！超人大戰爭（金肉萬太郎）
- 千年女優（井田恭二[36]）

2004年
- 聖鬥士星矢 天界篇 序奏 ～overture～（水蛇座市）

2005年
- 劇場版 網球王子：二人武士 The First Game（桃城武）
- 劇場版 網球王子：跡部的禮物 獻給你的網王祭（桃城武）

2006年
- 名偵探柯南：偵探們的鎮魂歌（大野）

2007年
- 劇場版 創聖的亞庫艾里翁（皮耶魯·維埃拉）

2008年
- 劇場版 天元突破 紅蓮螺巖：紅蓮篇（李龍）
- 天元突破 紅蓮螺巖：螺巌篇（李龍）

2010年
- 歡迎來到宇宙秀（波古那）
- 銀幕意呆利Axis Powers Paint it, White（塗成白色吧！）（法國）
- 劇場版 文學少女（井上心葉的父親）
- TRIGUN Badlands Rumble（威席·史坦畢特）

2011年
- 劇場版 網球王子：決戰英國網球城！（桃城武）

2013年
- 劇場版 美食獵人TORIKO：美食神的超食寶（鐵平）

2014年
- PERSONA3 THE MOVIE #2 Midsummer Knight's Dream（陣[37]）

2015年
- PERSONA3 THE MOVIE #3 Falling Down（陣）

2016年
- GANTZ:O（木村進）
- PERSONA3 THE MOVIE #4 Winter of Rebirth（陣）
- ONE PIECE FILM GOLD（斯潘達姆）

2017年
- 電影版妖怪手錶：光影之卷 鬼王的復活（三頭槌蛇）

2025年
- 怪盜皇后的優雅假期（ズキア[38]）

### OVA
1986年
- 湘南爆走族
- DELPOWER-X 爆發奇蹟元氣!!（日语：デルパワーX 爆発みらくる元気!!）（堀江同學）

1987年
- MAPS 傳說的徘徊星人們（日语：マップス (OVA)#1987年（学研）版）（卡里翁）

1989年
- 銀河英雄傳說
- 新·足球小將翼（拉米雷斯）

1990年
- 賽車場之狼II 莫戴娜之劍（日语：サーキットの狼II モデナの剣）（劍·法拉利）
- 超真實麻雀 混亂的戰鬥麻雀（日语：スーパーリアル麻雀#OVA）（龍）
- NINETEEN 19（日语：NINETEEN 19）（久保田一至）
- 高校太保（日语：ビー・バップ・ハイスクール）（加藤浩志）

1991年
- 摩羯座（日语：カプリコン）（吉爾）
- 創龍傳
- 星屑樂園（日语：星くずパラダイス）（肯）

1993年
- 假面騎士SD（天空騎士）
- The Cockpit 音速雷擊隊（日语：戦場まんがシリーズ）（沖海上飛曹）

1994年
- GATCHAMAN（大鷲之健）

1996年
- 電光快車俠（吳卡里）
- TWIN SIGNAL（A助）
- Panzer Dragoon（日语：パンツァードラグーン）（凱爾）
- 魔法使俱樂部（高倉武男）

1997年
- AIKa（道草旬太郎）

1998年
- 超機動傳說Dinagiga（日语：超機動伝説ダイナギガ）（陸奧俊博）

2002年
- 超能奇兵Fan-disc（超級聖T·T）
- 魔法護士小麥（壬生四郎）

2003年
- 熱帶雨林的爆笑生活 FINAL（查基）

2004年
- 魔法護士小麥Z（壬生四郎）

2005年
- 聖鬥士星矢：冥王巴德斯十二宮篇（日语：聖闘士星矢 冥王ハーデス十二宮編）
- 聖鬥士星矢 冥王黑帝斯篇（日语：聖闘士星矢 冥王ハーデス編）（水蛇座市、英仙座 亞爾哥）

2006年
- 機動戰士鋼彈SEED ASTRAY -RED FRAME-（羅·裘爾）
- 網球王子 Original Video Animation 全國大賽篇（桃城武）

2007年
- 創聖的亞庫艾里翁（皮耶魯·維埃拉）
- 交響曲傳奇 THE ANIMATION 希爾瓦蘭特篇（傑洛斯·懷德）
- 名偵探柯南 來自阿笠的挑戰書！阿笠對決柯南和少年偵探團!!（與田治）

2009年
- 網球王子 ANOTHER STORY 過去與未來的訊息（桃城武）

2010年
- 聲優初體驗！（酒波重一）
- 交響曲傳奇 THE ANIMATION 泰瑟亞蘭篇（傑洛斯·懷德）
- 惡魔阿薩謝爾在召喚你OAD（阿薩謝爾篤史）
  - #1『泣牛篇』[注 1]
  - #2『賽亞篇』[注 2]

2011年
- 裝甲騎兵 幻影篇（管制官A）
- 交響曲傳奇 THE ANIMATION 世界統合篇（傑洛斯·懷德）
- 網球王子 ANOTHER STORY II ～那時的我們（桃城武）

2012年
- 惡魔阿薩謝爾在召喚你OAD（阿薩謝爾篤史）
  - #3『路西法篇』[注 3]
  - 『青箱』[注 4]

2014年
- 惡魔阿薩謝爾在召喚你 #4『海葵篇』（阿薩謝爾篤史）[注 5]

2016年
- 無頭騎士異聞錄 DuRaRaRa!!×2 結 外傳!? 第19.5話 DuFuFuFu!!（馬克斯·桑德謝爾特[39]）[注 6]
- 一拳超人 #06「過於不可能的殺人事件」（性感囚犯）

### 網路動畫
2009年
- 義呆利 Axis Powers（法國／法蘭西斯·波諾弗瓦、老爹、小馬、馬）

2010年
- 義呆利 World Series（法國／法蘭西斯·波諾弗瓦、上司B、翻譯、法國貓）

2013年
- 義呆利 The Beautiful World（法國／法蘭西斯·波諾弗瓦[40]）

2015年
- 義呆利 The World Twinkle（法國／法蘭西斯·波諾弗瓦[41]、法國貓）

2019年
- 聖鬥士星矢：黃道十二宮戰士（水蛇座市）

### 遊戲
1990年
1994年
- 美少女戰士（日语：美少女戦士セーラームーン (ゲーム)）[注 7]

1995年
- 完全中繼職棒最強九人組（日语：グレイテストナインシリーズ）（實況『關西』）
- TWO-TENKAKU（駕駛員的聲音）

1996年
- 鬥神傳3（日语：闘神伝）（翔）

1997年
- 戀愛物語（日语：エーベルージュ）
- 三國無雙（趙雲、諸葛亮）
- 方塊區鬥神傳（翔）
- （Jackie佐藤）

1998年
- 仙窟活龍大戰（日语：仙窟活龍大戦カオスシード）（搜神死郎）
- （Jackie佐藤）
- YAKATA NIGHTMARE PROJECT（日语：YAKATA NIGHTMARE PROJECT）（北濱瑞樹）

1999年
- 女神戰記（洵）
- 鬥神傳 昴（翔）

2000年
- 真·三國無雙（趙雲、諸葛亮）

2001年
- ANGELIC LAYER 天使領域 美咲與夢之天使天使們（三原一郎）
- 閃靈二人组（笑師春樹）
- 真·三國無雙2（趙雲、諸葛亮）

2002年
- 銃墓
- 金肉人II世 正義超人之路（日语：キン肉マンII世 正義超人への道）（金肉萬太郎（日语：キン肉万太郎））
- 金肉人II世 新世代超人VS傳說超人（日语：キン肉マンII世 新世代超人VS伝説超人）（金肉萬太郎）
- 真·三國無雙2 猛將傳（趙雲、諸葛亮）
- 暗雲編年史（威基、史蒂夫）
- 經典傳奇Vol.1（日语：テイルズ オブ ファンダム Vol.1）
- .hack系列（小洋）

2003年
- 機動戰士鋼彈SEED（羅·裘爾）
- 召喚夜響曲3（斯卡列爾）
- 真·三國無雙3（趙雲、諸葛亮）
- 真·三國無雙3 猛將傳（趙雲、諸葛亮）
- 交響曲傳奇（傑洛斯·懷德）
- 網球王子 Kiss of Prince -ice- & -Flame-（桃城武）
- 網球王子 Smash Hit！（桃城武）

2004年
- SD鋼彈 G世代 SEED（羅·裘爾）
- 機動戰士鋼彈SEED 飛向永無止盡的明天（日语：機動戦士ガンダムSEED 終わらない明日へ）（羅·裘爾）
- 金肉人 新世代英雄（日语：キン肉マン ジェネレーションズ）（金肉萬太郎）
- 問答魔法學院2（泰格）
- 真·三國無雙3 Empires（趙雲、諸葛亮）
- 數位惡魔傳說 天魔變（Q）
- 網球王子 Love of Prince -Sweet- & -Bitter-（桃城武）
- 網球王子 最強隊伍（桃城武）
- 轉生學園幻蒼錄（日语：転生學園幻蒼録）（御神晃）
- 驚聲惡夜 -月面驚魂-（日语：エコーナイト）（肯尼斯）
- 寵物偵探Y's（夜鷹一星）
- 鼻毛真拳 爆鬥恥毛大戰（日语：ボボボーボ・ボーボボ 爆闘ハジケ大戦）（首領巴其（日语：首領パッチ））
- 真名法典（日语：マグナカルタ (ゲーム)）
- 烈火之炎（小丑）

2005年
- 機動戰士鋼彈SEED DESTINY GENERATION of C.E.（日语：機動戦士ガンダムSEED DESTINY GENERATION of C.E.）（羅·裘爾）
- 問答魔法學院3（泰格）
- 真·三國無雙4（趙雲、諸葛亮）
- 真·三國無雙4 猛將傳（趙雲、諸葛亮）
- 時空幻境 魔幻迷宮3（日语：テイルズ オブ ザ ワールド なりきりダンジョン3）
- 網球王子 校慶的王子（桃城武）
- BLEACH ～炙熱之魂～（日语：BLEACH 〜ヒート・ザ・ソウル〜）（平子真子）
- 鼻毛真拳 脫離!! 恥毛皇室（日语：ボボボーボ・ボーボボ 脱出!!ハジケ・ロワイアル）（首領巴其）
- 俠盜銀河（賽門·瓦卡德）
- ONE PIECE 偉大航路之爭！RUSH（日语：ONE PIECE グラバト! RUSH）（『暹羅貓』山姆、啾）

2006年
- 金肉人 肌肉大獎賽MAX（日语：キン肉マン マッスルグランプリ#キン肉マン マッスルグランプリ）（金肉萬太郎）
- 金肉人 肌肉世代（日语：キン肉マン ジェネレーションズ）（金肉萬太郎）
- JoJo的奇妙冒險 幻影血脈（羅伯特·E·O·史比特瓦根（日语：ロバート・E・O・スピードワゴン）[42]）
- 真·三國無雙4 Empires（趙雲、諸葛亮）
- 轉生學園月光錄（御神晃）
- .hack//G.U.（小洋3）
- 新·安琪莉可（傑德）
- 女神異聞錄3（陣）
- 人魚稜鏡（日语：マーメイドプリズム）（羅森萊特·運／梅格爾·利特）
- （鈴木涼二）

2007年
- ASH -ARCHAIC SEALED HEAT-（クットロラン）
- 問答魔法學院4（泰格）
- 真·三國無雙5（趙雲、諸葛亮）
- 經典傳奇Vol.2（日语：テイルズ オブ ファンダム Vol.2）（傑洛斯·懷德）
- 網球王子 心動野外生存 山麓的神秘（桃城武）
- 女神異聞錄3 FES（陣）
- 無雙OROCHI（趙雲、諸葛亮）
- ONE PIECE 無限冒險（日语：ONE PIECE アンリミテッドアドベンチャー）（斯潘達姆）

2008年
- 金肉人 肌肉大獎賽2 特大碗（日语：キン肉マン マッスルグランプリ2 特盛）（金肉萬太郎）
- 問答魔法學院5（泰格）
- 問答魔法學院DS（泰格）
- 真・三國無雙5 Special（趙雲、諸葛亮）
- 超級機器人大戰Z（皮耶魯·維埃拉）
- 戰場女武神（里昂·修米特）
- 交響曲傳奇 -拉塔特斯克的騎士-（傑洛斯·懷德）
- 新·安琪莉可 全語音版（傑德）
- 新·安琪莉可 Special（傑德）
- BLEACH ～靈魂嘉年華～（日语：BLEACH 〜ソウル・カーニバル〜）（平子真子）
- 無雙OROCHI 蛇魔再臨（趙雲、諸葛亮）
- 人中之龍 登場！（德川秀忠）
- ONE PIECE 無限巡航 Episode:1 -波浪中的秘寶-（日语：ONE PIECE アンリミテッドクルーズ）（斯潘達姆）

2009年
- 惡魔城 審判（古蘭特·達納斯提）
- 問答魔法學院6（泰格）
- 真·三國無雙 Empires（趙雲、諸葛亮）
- 時空幻境 世界傳奇 閃耀神話2（日语：テイルズ オブ ザ ワールド レディアント マイソロジー2）（傑洛斯·懷德、男主角的聲音〈二周目之後〉）
- 七龍珠 迅猛炸裂（日语：ドラゴンボール レイジングブラスト）（巴特）
- 無雙OROCHI Z（趙雲、諸葛亮）

2010年
- 機戰傭兵 -Last Raven-（日语：アーマード・コア ラストレイヴン）（M·楊格[注 8]）
- 機動戰士鋼彈 極限vs.（日语：機動戦士ガンダム エクストリームバーサス）（羅·裘爾）
- 問答魔法學院DS ～二種時空石～（泰格）
- 真·三國無雙 連袂出擊2（趙雲、諸葛亮）
- 風暴戀人（日语：STORM LOVER）（犬塚千尋）
- 網球王子 熱烈校慶的王子 -More Sweet Edition-（桃城武）
- .hack//Link（小洋／小洋ACT2／小洋3）
- 七龍珠 搭檔對決（日语：ドラゴンボール タッグバーサス）（巴特）
- 七龍珠 迅猛炸裂2（巴特）
- ONE PIECE 大決戰！（日语：ONE PIECE ギガントバトル!）（斯潘達姆）

2011年
- 學園義呆利 Portable（法國）
- 雀龍門3（「人妖」聲音）
- 真·三國無雙6（趙雲、諸葛亮）
- 真·三國無雙6 猛將傳（趙雲、諸葛亮）
- 真·三國無雙 NEXT（趙雲、諸葛亮）
- 風暴戀人 夏戀!!（犬塚千尋）
- 第2次超級機器人大戰Z 破界篇（皮耶魯·維埃拉、李龍·利坦拿）
- 時空幻境 世界傳奇 閃耀神話3（日语：テイルズ オブ ザ ワールド レディアント マイソロジー3）（傑洛斯·懷德、英雄的聲音）
- 網球王子 心動野外生存 海與山的Love Passion（桃城武）
- 七龍珠群雄（巴特）
- 無雙OROCHI 2（趙雲、諸葛亮）
- 遊☆戲☆王5D's 雙重戰力6（日语：遊☆戯☆王ファイブディーズ タッグフォース6）（哈拉爾德）
- ONE PIECE 大決戰！2 新世界（日语：ONE PIECE ギガントバトル! 2 新世界）（斯潘達姆）

2012年
- 學園義呆利 DS（法國）
- 機動戰士鋼彈 極限vs.火力全開（日语：機動戦士ガンダム エクストリームバーサス フルブースト）（羅·裘爾）
- 機動戰士鋼彈SEED BATTLE DESTINY（日语：機動戦士ガンダムSEED BATTLE DESTINY）（羅·裘爾）
- 問答魔法學院 賢者之扉（泰格）
- 真·三國無雙6 Empires（趙雲、諸葛亮）
- 真·三國無雙 VS（趙雲、諸葛亮）
- 風暴戀人 快!!（犬塚千尋[43]）
- 聖鬥士星矢Ω 終極小宇宙（市[44]）
- 第2次超級機器人大戰Z 再世篇（皮耶魯·維埃拉、李龍·利坦拿）
- 時空幻境 英雄傳奇（日语：テイルズ オブ ザ ヒーローズ ツインブレイヴ）（傑洛斯·懷德[45]）
- 美食獵人TORIKO 美食求生戰！2（日语：トリコ グルメサバイバル!2）（鐵平）
- 美食獵人TORIKO 美食怪獸！（日语：トリコ グルメモンスターズ!）（鐵平）
- 最终幻想XIII-2（歐特洛斯[注 9]）
- 無雙OROCHI2 Special（趙雲、諸葛亮）
- 無雙OROCHI2 Hyper（趙雲、諸葛亮）
- ONE PIECE 海賊無雙（斯潘達姆）

2013年
- 境界線上的地平線 PORTABLE（本·約翰遜[46]）
- 噬神者2（玩家聲音）
- 真·三國無雙7（趙雲、諸葛亮[47]）
- 真·三國無雙7 猛將傳（趙雲、諸葛亮[48]）
- 風暴戀人2nd（犬塚千尋[49]）
- 聖鬥士星矢 英勇鬥士（日语：聖闘士星矢 ブレイブ・ソルジャーズ）（海蛇星座 市）
- 時空幻境 交響曲傳奇 同音包（日语：テイルズ オブ シンフォニア ユニゾナントパック）（傑洛斯·懷德）
- 七龍珠究極任務（巴特）
- 美食獵人TORIKO 超美食大戰！（日语：トリコ グルメガバトル!）（鉄平）
- 無雙OROCHI2 Ultimate（趙雲、諸葛亮）
- 名偵探柯南 人偶交響曲（鳥井猛[50]）

2014年
- 機動戰士鋼彈極限vs.全力爆發（日语：機動戦士ガンダム エクストリームバーサス マキシブースト）（羅·裘爾）
- 問答魔法學院 天之學舎（泰格[51]）
- J-STARS Victory VS（日语：ジェイスターズ ビクトリーバーサス）（首領巴其）
- 巴哈姆特之怒（克利司[52]）
- 真·三國無雙7 Empires（趙雲、諸葛亮）
- 第3次超級機器人大戰Z 時獄篇（李龍·利坦拿）
- 時空幻境 世界傳奇 戰略同盟（日语：テイルズ オブ ザ ワールド タクティクス ユニオン）（傑洛斯·懷德[53]）
- 七龍珠究極任務2（巴特）
- 第一神拳 THE FIGHTING！（千堂武士[54]）
- 英雄銀行2（日语：ヒーローバンク）（音入喬[55]）
- 名偵探柯南 幻影狂詩曲（東堂崇介[56]）
- ONE PIECE KINGS（山姆）

2015年
- JoJo的奇妙冒險 天國之眼（阿雷西[57]）
- 巴哈姆特之怒（馬里安[58]）
- 新甲蟲王者（[59]）
- 新網球王子 ～Go to the top～（桃城武[60]）
- 風暴戀人V（犬塚千尋）
- 聖鬥士星矢 鬥士之魂（海蛇星座 市）
- 異度神劍X（自創角色〈關西方言〉[61]）
- 第3次超級機器人大戰Z 天獄篇（李龍·利坦拿）
- 七龍珠 異戰（日语：ドラゴンボール ゼノバース）（巴特）
- ONE PIECE 秘寶尋航（斯潘達姆）

2016年
- 女友伴身邊（惡僧侶[62]）
- 逆轉裁判6（矢張政志）
- 【】（執行委員T[63]）
- 召喚夜響曲6 消逝的境界（日语：サモンナイト6 失われた境界たち）（斯卡雷魯[64]）
- 真·三國無雙 英傑傳（趙雲[65]）
- 時空幻境 群星傳奇（日语：テイルズ オブ アスタリア）（傑洛斯·懷德[66]）
- 最終幻想世界（歐特洛斯[67]）
- 超級七龍珠群雄（巴特）
- 文豪與鍊金術師（織田作之助）

2017年
- 骰動人生好運道 DQ&FF 30th ANNIVERSARY（日语：いただきストリート ドラゴンクエスト&ファイナルファンタジー 30th ANNIVERSARY）（施維亞[68]）
- 時空幻境 鏡光傳奇（日语：テイルズ オブ ザ レイズ）（傑洛斯·懷德）
- 七龍珠究極任務X（巴特）
- 新·安琪莉可 天使之淚（傑德[69]）
- 無雙☆群星大會串（趙雲[70]）

2018年
- 七龍珠 FighterZ（日语：ドラゴンボール ファイターズ）（巴特）
- 真·三國無雙8（趙雲[71]、諸葛亮[72]）
- 勇者鬥惡龍強敵對決（施維亞[73]）
- 超級機器人大戰X（李龍·利坦拿）

2019年
- SD鋼彈 G世代 CROSSRAYS（羅·裘爾[74]）
- 召喚輪轉（指輪魔神[75]）
- 妖怪手錶4 我們仰望著同一片天空（小三〈三頭蛇〉）
- 勇者鬥惡龍XI 尋覓逝去的時光S（施維亞[76]）

2020年
- 七龍珠Z 卡卡洛特（巴特）
- 七龍珠 激戰傳說（日语：ドラゴンボール レジェンズ）（巴特）
- 一拳超人 無名英雄（性感囚犯[77]）

2024年
- 女神異聞錄3 Reload（白戸陣）

### 廣播劇CD
- 青春鐵道（日语：青春鉄道）（武藏野線）
- 廣播劇CD 全員集合！學園天國（旁白）
- ALICESOFT Special「Love Panic」（Rance）
- 王子（笑）系列（日语：王子様（笑）シリーズ）（「睡美人」的王子）
  - 廣播劇CD ～王子與沉睡森林～
  - 閱讀講敘CD ～為你獻上物語～ 第2集
  - 廣播劇CD 1st Vacation
  - 廣播劇CD if ～王子 （笑）學園～
  - 廣播劇CD 王子殿下與二羽的公主
  - 「王子（笑）系列」約會CD 第3卷
  - 「王子（笑）系列」廣播劇CD 第2卷
- 逢魔警察 空與嵐（日语：逢魔警察 ソラとアラシ）（緋天王千尋）
- 逆轉檢事2 ～來自宇宙的逆轉!?～（矢張政志）
- -Saki-（宮永的父親〈宮永界〉）
- The Epic of Zektbach（日语：The Epic of Zektbach）系列（法羅·克萊德萊·愛丁塞爾）
- （帽子屋）
- 真·三國無雙系列（趙雲、諸葛亮）
  - CD廣播劇精選輯 真·三國無雙 I、II
  - 真·三國無雙6 烈星·衝天煌舞
- 超能奇兵 Sound Edition（T·T）
- 風暴戀人（日语：STORM LOVER）系列（犬塚千尋）
  - 風暴戀人 情侶約會CD -LOVERS COLLECTION- Vol.5 ADULT DISC 司&千尋-
  - 廣播劇CD 「風暴戀人 ～保健室愛情戰爭～」
- 戰國武將物語 ～豪傑篇 其之二～（第三話「島津義弘物語」）
- 戰國武友傳 肆之卷 ～信長秘帖～（織田信長）
- SOUL EATER Vol.1 特別社會科見學（又三郎）
- 對決9 ～史記～ 楚漢的二人 小野坂昌也vs綠川光（劉邦）
- 塔羅牌少女（日语：タロットメイデンきさら）（萊貝爾）
- 長美女與野獸（日语：ちょーシリーズ）（萊伊）
- 交響曲傳奇 -a long time ago-（傑洛斯·懷德）
  - 交響曲傳奇選集1 ～Rodeo Ride Tour～（傑洛斯·懷德）
- D·N·ANGEL WINK系列（DARK MOUSY）
  - decade ～Yukiru Sugisaki 10th Anniversary～（DARK MOUSY）
  - trilogy 「Groovy Blue」（DARK MOUSY）
- 純愛手札系列（高見公人）
  - 月刊純愛手札
  - 更多！純愛手札
- 廣播劇CD 皇龍騎士團系列（沙茲）
- BEAST of EAST（安倍晴明）
- beatmania IIDX spin-off drama ROOTS26S[suite]系列（ユーズ）
- 義呆利 Axis Powers系列
  - 廣播劇CD 義呆利系列（法國）
  - 義呆利×晚安數羊系列Vol.6 與惡友晚安
- FOOKIES（日语：FOOKIES）系列（成田平八郎）
- 火焰之紋章 啟程之章（日语：ファイアーエムブレム 旅立ちの章）（朱利安）
- G奇幻漫畫CD精選輯 G奇幻漫畫CD精選 火焰之紋章 暗黑龍與光之劍（凱因[注 10]）
- 街 第Q之男 ～Q是question的Q～（日语：街 〜運命の交差点〜#ラジオドラマ）（雨宮桂馬）
- 名作文學(笑)系列（松尾芭蕉）
- 萌單 傾聽CD（鴨君）
- 第46號密室（日语：46番目の密室）（杉井陽二）
- 戀愛情結 廣播劇CD（鈴木涼二）
- 廣播劇CD 野性之聲 Vol.1、2（岩城鐵生）

### BLCD
- 遠離伊甸園 ～神啊！迷失的樂園 ～（椿本清一郎）
  - 遠離伊甸園2 ～綠陰的樂園～
  - 遠離伊甸園3 ～悲苦之夜的樂園～
- （伊藤進）
- 白萌vs.櫻澤系列 職員室（岡本和宏）
- ！-擬人化～ ·奪·-
- 犬抱×（西崎怜）
- 六月薔薇（己斐百太郎）
- Wonder BOY ～My Dear Wonder～（清瀨征彥）

### 廣播劇
- 沉默的艦隊（日本放送）
- 廣播劇『更多！純愛手札（日语：もっと!ときめきメモリアル）』（主人翁·高見公人）
- 心動美麗同盟（日语：ドキドキプリティリーグ）（文化放送）
- 私立入女學園（佐藤正）（日本放送『Mu～Comi Plus（日语：ミュ〜コミ+プラス）』內單元『anicobo』週四「廣播劇場」：2010年1月14日－）

### 外語配音

#### 電影／電視影集
| 作品年份 | 作品名稱           | 配演角色 | 演員   | 媒介              |
| -------- | ------------------ | -------- | ------ | ----------------- |
| 1992     | 笑傲江湖II東方不敗 | －       | －     | －                |
| 1995     | 百變星君           | 李澤星   | 周星馳 | －                |
| 1998     | 慾望城市           | －       | －     | －                |
| 2001     | 朋友               | 李俊昊   | 鄭雲澤 | DVD／關西方言版本 |
| 2002     | 大謊言家           | －       | －     | WOWOW版           |

#### 動畫
- 西遊記 (1999年電視動畫)（英语：Monkey Magic (TV series)）（順風耳）
- 南方公園 (完整未刪節劇場版)（Jimbo Kern 等）
- 變形金剛：重機械系列（Obsidian）

### 數位漫畫
- VOMIC 暗殺教室（殺老師）
- VOMIC 學園爆笑王（日语：べしゃり暮らし）（上妻圭右）
- VOMIC 放學後的王子（桃城武）
- VOMIC 靈能力者 小田霧響子的謊言（谷口一郎）

### 特攝影集
- 魔彈戰記龍劍道（2006年，斬龍刃的聲音）
- 烈車戰隊特急者 VS 強龍者 THE MOVIE（2015年，時鐘暗影的聲音[78]）

### 廣播節目
※記號表示網路廣播。
- （1985年－終了時期不明，文化放送）
- 金光教的時間（日语：金光教の時間）（日本放送等，時期不明）
- Hyper Spirits（PCM，時期不明）
- EMERALD DRAGON（日语：エメラルドドラゴン）（1995年，文化放送）
- 更多！純愛手札（日语：もっと!ときめきメモリアル）（1995年－1996年，文化放送）
- 心動美麗同盟（日语：ドキドキプリティリーグ）（1996年－1997年，文化放送）
- Wonder☆Dinagiga特輯 小野坂的野望（日语：ワンダー☆ダイナギガスペシャル 小野坂の野望）（1997年－1998年，文化放送）
- 小野坂、桃井的虛擬電台電腦戰隊Momonga（日语：小野坂・桃井のバーチャラジオ電脳戦隊モモンガー）（1998年－1999年，文化放送）
- 小野坂、桃井的虛擬電台電腦戰隊Momonga W（日语：小野坂・桃井のバーチャラジオ電脳戦隊モモンガー#小野坂・桃井・ももこの電脳戦隊モモンガーW）（1999年－2000年，文化放送）
- 小野坂、伊福部（日语：伊福部崇）的UNHAPPY（日语：小野坂・伊福部のUNHAPPY）（2000年－2001年，文化放送）
- 小野坂、淺倉ga Hapipara（2000年，文化放送）
- 昌也、千惠巳的○○Emotion（2000年－2002年，文化放送）
- 真·感覺電台節目 小野坂、伊福部的young young young（日语：真・感覚ラジオ番組 小野坂・伊福部のyoungやんぐヤング）（2000年－2002年，BSQR489（日语：BSQR489））※
- 昌也、香里的○○Emotion（2002年－2003年，文化放送）
- 昌也、香里的Love×Two Emotion（2003年－2005年，文化放送）
- 網球王子 ON THE RADIO（日语：テニスの王子様 オン・ザ・レイディオ）（2003年－2011年，文化放送，不定期）
- （2005年－現在，K'z Station（日语：K'z Station））※
- 聚集昌鹿野編輯部（日语：集まれ昌鹿野編集部）（2006年－2015年，關西電台）
- 昌也、板板（日语：板東愛）的御用藏生！（日语：まさや・ばんばん しぼりたて生!）（2006年－2007年，超！放送局（日语：超!放送局））※
- 超阿尼！EXTEND（日语：超アニ! EXTEND）（2007年－2007年，文化放送）
- 昌也、真澄的BAKUBAKU ON AIR！（日语：昌也・真澄のバクバクON AIR!）（2007年－2009年，S-電台（日语：S-ラジ））※
- A&G GAME MASTER GT-R AMspec（日语：A&G GAME MASTER GT-R）（2008年－2010年，文化放送）
  - A&G GAME MASTER GT-R（日语：A&G GAME MASTER GT-R）（2008年－2014年，超！A&G+）※
- 義呆利 Axis Powers 網路廣播 ～Hetalira～（2009年－2010年，animateTV（日语：アニメイトタイムズ））※
- Para☆Labo 放送局（2010年－2011年，animateTV）※
  - Para☆Labo 放送局二學期（2011年－2014年，animateTV）※
- 小野坂、小西的O+K（2010年－2017年，animateTV）※
- 小野坂昌也、竹本英史的新羅曼史&無雙（日语：小野坂昌也・竹本英史のネオロマ&無双）（2010年－2011年，文化放送）
- 惡魔阿薩謝爾在聽喚你（2011年－2013年，animateTV）※
- 小野坂昌也8-7-6（2011年－2013年，Bnfes！Radio（日语：バナフェス!ラジオ））※
- 萬歲☆傳奇+（日语：ビバ☆テイルズ オブ#BS11デジタル版）（2012年，Tales Channel+）※
- 新網球王子 ON THE RADIO（日语：テニスの王子様 オン・ザ・レイディオ#新テニスの王子様 オン・ザ・レイディオ）（2012年－現在／不定期，文化放送）
- 惡魔阿薩謝爾在召喚你Z（2013年－2015年，animateTV）※
- 義呆利 Axis Powers 網路廣播 ～Hetalira The Beautiful World～（2013年，animateTV）※
- （2014年－現在，K'z Station）※
- 小野坂昌也的時空幻境祭典電台！（日语：テイルズ オブ フェスティバル#Webラジオ）（2014年，放電台（日语：funラジオ））※
- 『世界之王』電台時間（日语：ラジオアワー『世界の王』）（2014年－2017年，animateTV）※
- EMERGENCY the RADIO（日语：EMERGENCY the RADIO）（2014年－2017年，超！A&G+）※[79]
- 小野坂昌也的持續10年電台（日语：小野坂昌也の10年つづくラジオ）（2015年－2017年，關西電台、anitama.com（日语：アニたまどっとコム）※）
- 「惡魔阿薩謝爾在召喚你」&「惡魔阿薩謝爾在召喚你Z」應援網路電台 惡魔阿薩謝爾在聽喚你G（2015年－現在，animateTV）※[80]
- NEW NEW NEW YOUNG（2017年－現在，關西電台、anitama.com※）
- 小野坂、秦的持續8年電台（2017年－現在，關西電台、anitama.com※）
- PLAY TITAN presents 昌也、雄馬的G·A·P（2017年－2018年，文化放送）[81]

### 廣播CD
- - DJCD vol.1－5
  - 集昌鹿野大全集1－13
- anitama.com（日语：アニたまどっとコム） presents 真夏的中繼對談CD
- 小野、伊福部（日语：伊福部崇）的UNHAPPY（日语：小野坂・伊福部のUNHAPPY）
  - 小野昌也 Proto CD
  - 小野昌也 with TEI/帝
- 廣播CD「聲優初體驗！ 網路廣播 ～！」[注 11]
- 廣播CD 風暴戀人（日语：STORM LOVER）「風暴戀人警報！」vol. 2
- DJCD 黃昏咖啡遊佐篇 真夜中Bar小野坂篇
- Para☆Labo放送局DJCD系列
- DJCD 惡魔阿薩謝爾在聽喚你系列（阿薩謝爾篤史）

### 旁白
日本電視台
- 感
- 獨家!! 體育情報（日语：独占!!スポーツ情報）
- 職棒珍藏好球大賞特輯（日语：プロ野球珍プレー・好プレー大賞）
- 德光&所的體壇偉人大獎（日语：徳光&所のスポーツえらい人グランプリ）

TBS
- 秋刀魚的機關TV（日语：さんまのSUPERからくりTV）
- 校園瘋神榜（日语：学校へ行こう!）
- 决定！全国47都道府縣超級排名戰！出生地的性格診斷!? 日本各地居民性格發表特輯（日语：決定!全国47都道府県超ランキングバトル!!出身県で性格診断!?ニッポン県民性発表SP）

朝日電視台
- 所任務！GTR
- 特搜！GABURINCHO（日语：特捜TV!ガブリンチョ）

其它電視台
- 聖PC高校（日语：聖PCハイスクール）（東京電視台）
- 申谷田丁（AT-X）
- E（2015年4月7日，NHK教育）

等

### 進行實況
- UWF International（日语：UWFインターナショナル）
- Kingdom（日语：キングダム (プロレス団体)）
- PRIDE

### 電視演出
※記號表示網路電視。
- （1987、1988年度，NHK教育）－
- 獨家!! 體育情報（日语：独占!!スポーツ情報）（1992年4月－1998年9月，日本電視台）[注 12]
- （1994年度，NHK教育）－聲音演出
- 森田一義時間 笑一笑又何妨！（1997年4月－1998年3月，富士電視台）[注 13]
- 萬歲☆傳奇（日语：ビバ☆テイルズ オブ）（2008年7月4日－10月24日，BS11數位）－節目主持人
- 昌也!!（2010年6月－2011年3月，AT-X）
- 小野VS中村 （2014年1月1日－4月13日，AT-X）
- 小野昌也☆NEW YOUNG TV（2017年7月1日－現在，YouTube）※[82]

### 電視廣告
- 小學館 少年SundayCM劇場「野性之聲」篇（2004年）岩城鐵生
- 科樂美 鼻毛真拳 恥毛卡片遊戲（2004年）首領巴其（日语：首領パッチ）
- 萬代南夢宮娛樂 金肉人 肌肉世代（日语：キン肉マン ジェネレーションズ）（2006年）金肉萬太郎
- 萬代南夢宮娛樂 經典傳奇Vol.2（日语：テイルズ オブ ファンダム Vol.2）（2007年）傑洛斯·懷德
- 天元突破 紅蓮螺巖 DVD第5卷（李龍）
- AT-X（2015年）
- 萬代南夢宮娛樂 時空幻境 群星傳奇（日语：テイルズ オブ アスタリア）（2017年12月）露面演出
- 鼻毛真拳 完全奧義BD-BOX（2018年）首領巴其
- 味之素餃子「羽根肉篇」（2019年）

### 電台廣告
- 津田英語會（1991年）
- 獅王（1993年）
- 東芝（1996年）
- 味之素（1998年）
- 真·三國無雙6（2011年）趙雲、諸葛亮
- 校內廣播麥克風之戰（日语：校内放送マイクバトル）節目宣傳（2013年）

### 影像商品
- 心跳料理（日语：アニメ星人 ときめきレシピ）特別篇 在露營地做狂野料理 ～小野坂昌也&小西克幸～
- 惡魔阿薩謝爾在召喚你全紀錄DVD
- 小野、小西的O+K DVD系列
  - 小野、小西的O＋K DVD ～即興劇·合言葉『勇』！～
- KAmiYU（日语：KAmiYU） in Wonderland DVD
- 網路廣播『聽喚惡魔』公開錄音活動“惡魔阿薩謝爾在治癒你。” 全紀錄DVD
- 暴風戀人（日语：STORM LOVER） 春戀風暴
  - 暴風戀人 夏戀風暴
- 真·三國無雙 聲優亂舞 2011秋
- 與Konitan一起（日语：声優バラエティー SAY!YOU!SAY!ME!） 前篇、後篇
- 歡迎光臨聲優旅行社。（日语：声優旅行社へようこそ。）2
- 傳奇之節（日语：テイルズ オブ フェスティバル） 2008—2019（主持人、總合主持人）
- 網球王子系列
  - 網球王子 100首歌曲連續馬拉松
  - 網球王子祭2009、2013
  - 網球王子祭2011 in 武道館
- 新羅曼史系列
  - 新羅曼史 LIVE 2006 Autumn
  - 新羅曼史祭 天使舞會
  - 新羅曼史祭 新·安琪莉可 大陸祭典
  - 新·安琪莉可 Special 大陸祭日
  - 新羅曼史 15th嘉年華
  - 新羅曼史祭11
  - 新羅曼史 à la mode 3、4
- 義呆利 Axis Powers 圓圓的地球感謝祭
  - 義呆利 World Series 圓圓的地球感謝祭

### 角色歌曲
- 快盜天使雙胞胎THE BEST ANGEL

（主唱：檜山修之、小山力也，配聲：若本規夫、小野坂昌也、清川元夢、杉田智和）
- ANGELIC LAYER 天使領域

（阿一&尾形（CV：小野坂昌也&關智一））
- 鹿野優以 feat. 小野坂昌也
- 金肉人II世系列（金肉萬太郎（日语：キン肉万太郎））
  - 『金肉人II世 角色歌曲精選新世代正義超人之歌』
「交給米特我吧」
  - 『金肉人II世 歌與音樂集「角色歌曲與電影的羈絆!!」』
「牛小排丼音頭」
  - 『金肉人II世 肌肉精選』
「牛小排丼音頭」
「HUSTLE MUSCLE ～萬太郎Ver.～」
  - 『金肉人II世 The Perfect Collection』
- 真·三國無雙系列
  - 角色歌曲集真·三國無雙6 王霸·響歌亂舞（趙雲）

「TRUE DRAGON」
  - 真·三國無雙7 角色歌曲III ～蜀～（諸葛亮）

「Awakening WoLong」
- 網球王子系列
  - JUMP（桃城武）
  - SAYONARA（桃城武）
  - （手塚國光&桃城武&海堂薰）（收錄在手塚國光（日语：手塚国光）專輯『with』）
  - （CAP與瓶（日语：テニスの王子様の声優ユニット#キャップと瓶））
  - （CAP與瓶）
  - （CAP與瓶）
  - （CAP與瓶）
  - （CAP與瓶）
  - DEPARTURES（青酢（日语：テニスの王子様の声優ユニット#青酢）+CAP與瓶）
  - Flying Bicycle（越前龍馬&桃城武）
  - ALL FOR THE BEST（不二周助&桃城武）
  - brand-new HEAVEN（青春Sodoa）
- 純愛手札系列（高見公人）


「風」

（芹澤勝馬、高見公人、藤堂、早乙女好雄）
- 皇龍騎士團 形象歌唱集

「That's The Money」（沙茲）
- 新·安琪莉可系列（傑德）
  - 歌唱集 新·安琪莉可 ～My First Lady～

「Sweets魔法」
  - 新·安琪莉可 ～～


  - 新·安琪莉可 Abyss CHARACTER SONGS SCENE 03

「Eyes to Eyes」
  - 新·安琪莉可 Abyss 

「Delicious Kitchen」
  - 新·安琪莉可 ～Romantic Gift～

「Dear My Princess」（傑德 & 貝魯納魯）
  - 歌唱集 新·安琪莉可 Special ～gold note～

「SYSTEM ERROR？」（傑德 & 傑特）
  - 歌唱集 新·安琪莉可 ～My First Lady～

「TREASURE TOMORROW」（雷因、尼克斯、傑德、修迦、盧涅、貝魯納魯）
  - 歌唱集 新·安琪莉可 Special ～platinum harmony～

「軌跡 ～the brilliant days」
「JOY TO THE WORLD」、「PLATONIC GARDEN」（Aube Hunter Four〈高橋廣樹、大川透、小野坂昌也、小野大輔〉）
「SILENT DESTINY」、「Eternal Green ～」（Aube Hunter Four）
  - 新羅曼史♥聖誕節 ～聖夜情歌～

「HOLY SNOW」（傑德 & 撒札奇 & 盧瓦 & 月森）
  - 新羅曼史音頭（克萊維斯、大伴道臣、那沙帝彌、榊大地、傑德）
- BLEACON ～BLEACH CONCEPT COVERS～ 2（日语：ブリコン 〜BLEACH CONCEPT COVERS〜#ブリコン 〜BLEACH CONCEPT COVERS〜 2）（平子真子）

「播種的日子」
- 義呆利 Axis Powers系列
  - 義呆利 角色CD Vol.5 法國（日语：ヘタリア キャラクターCD#Vol.5 フランス）


「♪」
  - 義呆利 角色CD II Vol.5 法國


「‐」



  - 義呆利 DIGITAL SINGLE THE BEST PLUS-α

（法國、西班牙、普魯士）
「We Wish You a Merry Christmas」



- 惡魔阿薩謝爾在召喚你 路西法篇片尾主題歌

「Travelog」Team. featuring.小野坂昌也

### 柏青哥、角子機
- 角子機賭博默示錄（日语：カイジ (パチスロ)）（北見）
- CR女神異聞錄3（陣）
- CR熱狂創聖的亞庫艾里翁（日语：CRフィーバー創聖のアクエリオン）（皮耶爾·維挨拉）
- 角子機 創聖的亞庫艾里翁（皮耶爾·維挨拉）
- beatmania（日语：beatmania (パチスロ)）（YUZ）
- 角子機 旋風用心棒（日语：旋風の用心棒） ～胡蝶的記憶～（麥克·加蘭德〈傑克〉）
- CR花札物語（日语：CR花札物語）
- CR真·三國無雙系列（趙雲、諸葛亮）
- 角子機真·三國無雙系列（趙雲）
- 角子機高校鐵拳傳（日语：高校鉄拳伝タフ） 2nd ROUND（宮澤熹一）
- CR槍神Trigun（威席·史坦畢特）
- 角子機 快盜天使雙胞胎3（亞歷山大）
- 熱狂創聖的亞庫艾里翁III（日语：CRフィーバー創聖のアクエリオン）（皮耶爾·維挨拉）

### 其它
- 青二Production創立40週年活動（扮演007）
- VIVA！Tales of Magazine（專區連載）
- 『超！Animelo』原聲劇場系列「響演」第7彈『樂園（Heaven）』

## 腳註

## 外部連結
- 青二Production公式官網的聲優簡介 （页面存档备份，存于） （日語）
- 小野坂昌也的X（前Twitter） （日語）
- （日語）